# Parafia św. Katarzyny w Głuchowie
Parafia Świętej Katarzyny w Głuchowie – parafia rzymskokatolicka, znajdująca się w archidiecezji poznańskiej, w dekanacie stęszewskim. 